# Coloman Belopotoczky

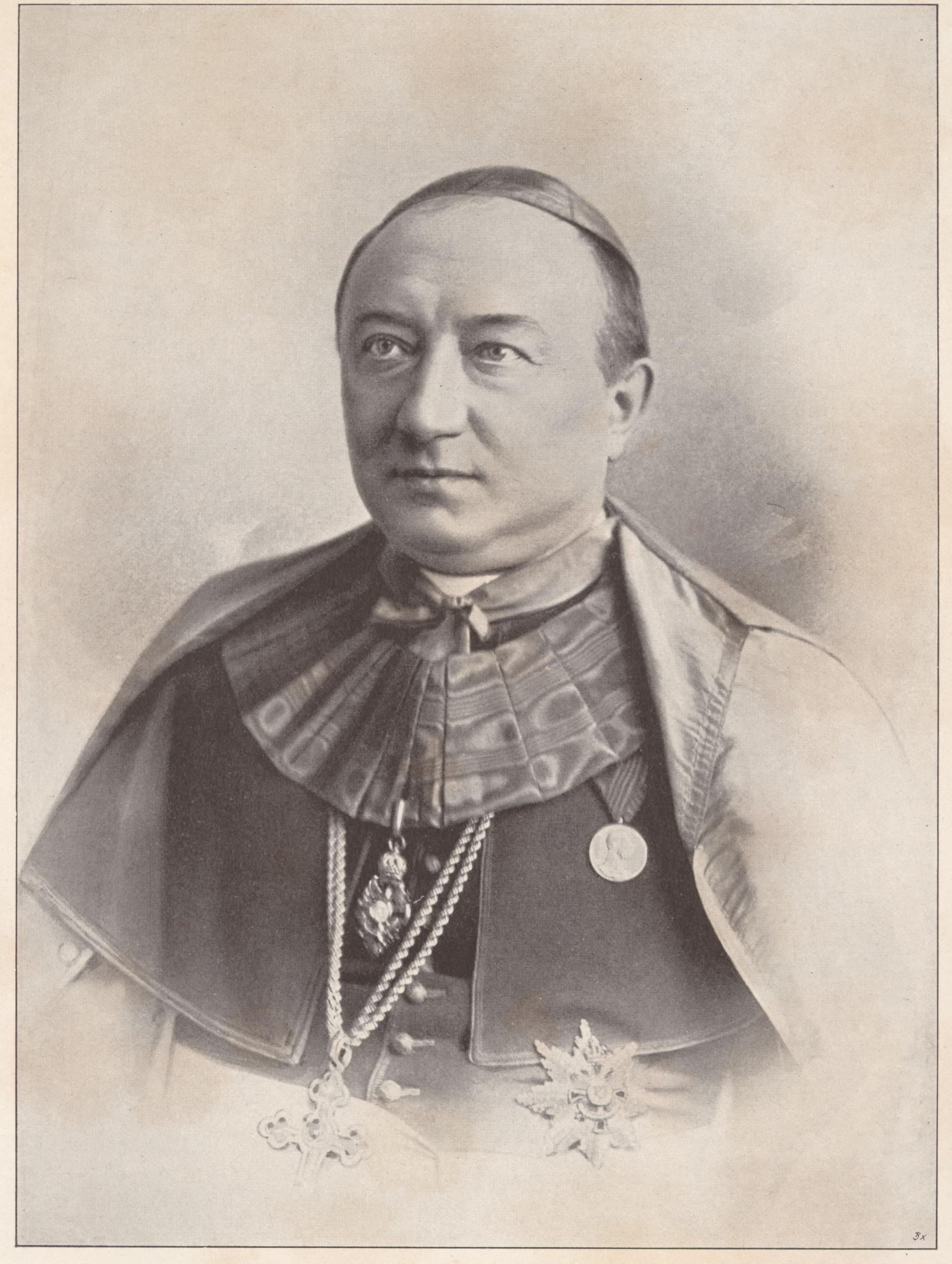
Coloman Belopotoczky, k.u.k. Apostolischer Feldvikar, 1890–1911

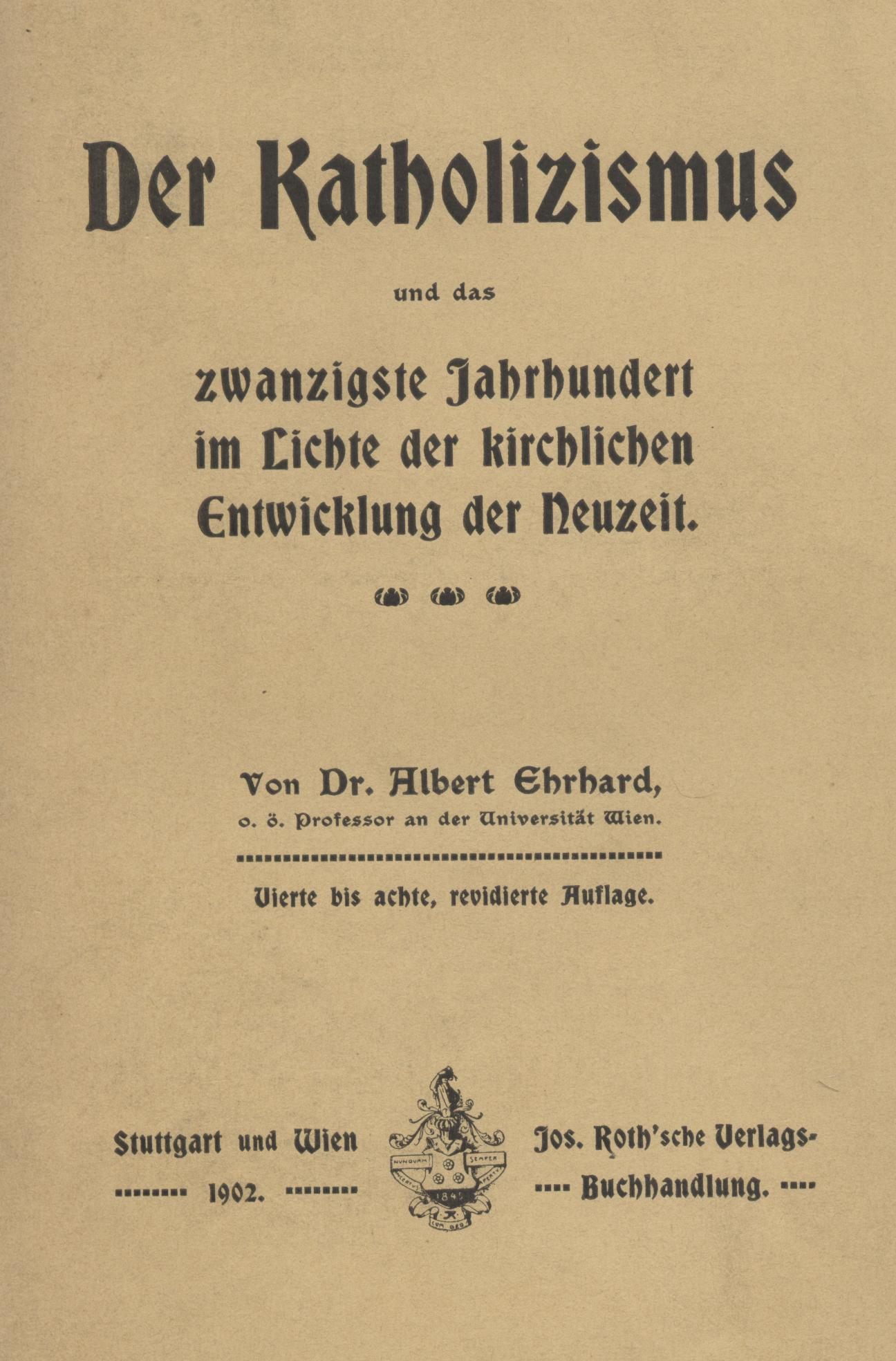
Das Buch, welches Prof. Albert Ehrhard dem Apostolischen Feldvikar Coloman Belopotoczky 1901 widmete

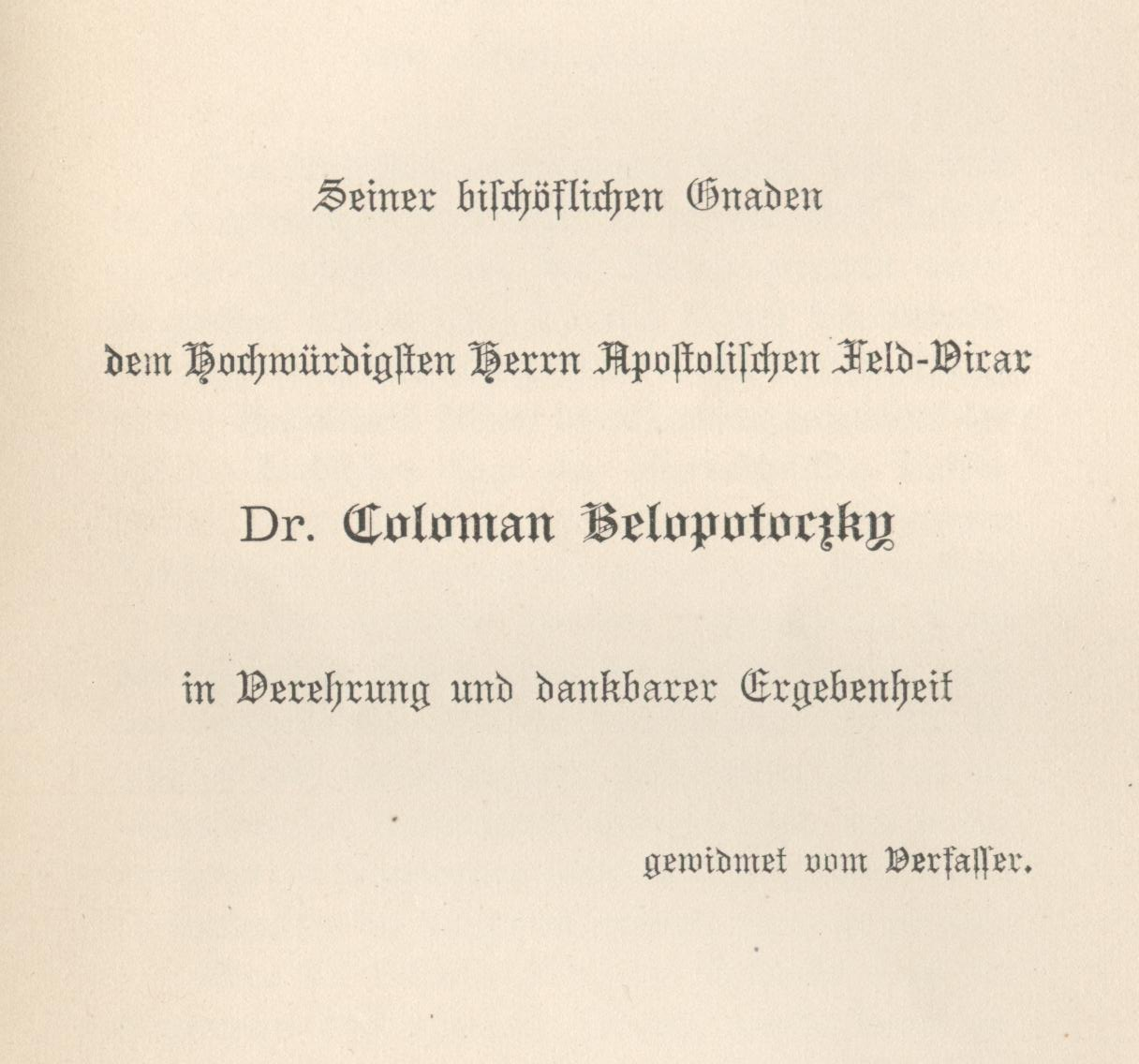
Widmung in Albert Erhards Buch, 1901

Coloman Belopotoczky (auch die Schreibweisen Koloman bzw. Belepotoczky kommen öfter vor), (* 6. Februar 1845 in Rosenberg, Königreich Ungarn; † 15. Dezember 1914 in Großwardein, Österreich-Ungarn) war Priester aus dem Bistum Zips, Professor der Pastoral- und Moraltheologie, Titularbischof von Tricale, 1890 bis 1911 Apostolischer Feldvikar (höchster katholischer Geistlicher) der k.u.k. Streitkräfte und damit Bischof für die Soldaten der österreichisch-ungarischen Armee.

## Leben
Coloman Belopotoczky studierte Philosophie am Priesterseminar in Spišské Podhradie im Bistum Zips und Katholische Theologie in Innsbruck am Canisianum. Am 14. Juni 1868 wurde er im Dom zu Brixen in Südtirol zum Priester geweiht. Anschließend ging er nach Wien an das Frintaneum, um seine Studien zu vervollständigen. 1872 promovierte er zum Doktor der Theologie an der Universität Wien und erhielt dann das Amt als Professor für Pastoral- und Moraltheologie sowie als Spiritual am Priesterseminar in Spišské Podhradie. Im Jahr 1876 berief ihn der Fürstprimas von Ungarn, Kardinal Johann Simor, als Studienpräfekt an das ungarische Zentralseminar in Budapest und zum supplierenden Professor an der dortigen theologischen Fakultät. Ab 1882 wirkte Belopotoczky als Studienprofessor am Frintaneum und als Hofkaplan des Kaisers in Wien.
Franz Joseph I. schätzte Belopotoczkys Fähigkeiten und Umgangsformen, weshalb er ihn am 6. Juni 1890 mit der Stellung des Apostolischen Feldvikars, d. h. des obersten Geistlichen der k.u.k. Streitkräfte, betraute. Der Apostolische Feldvikar hatte als Leiter des Apostolischen Feldvikariates die geistliche Jurisdiktion über alle Angehörigen der österreichisch-ungarischen Armee, Marine und des Gendarmeriekorps sowie deren Familien inne. Am 22. Juli desselben Jahres wurde Belopotoczky zum Titularbischof von Tricale ernannt. Am 5. Oktober 1890 spendete ihm der Zipser Bischof György Császka in der Kathedrale in Spišské Podhradie die Bischofsweihe. Im selben Jahr wurde er auch Kanonikus im lateinischen Kathedralkapitel von Großwardein. Bereits 1884 hatte ihn Leo XIII. mit dem Titel eines Geheimen Kammerherrn des Papstes geehrt. Er übte das Amt des Feldvikars 21 Jahre aus, war seit 1894 Ehrenmitglied der katholischen Studentenverbindung KaV Norica Wien und engagierte sich im Vorstand der Leo-Gesellschaft.
Bei einem der Kongresse der Leo-Gesellschaft trat in Anwesenheit des Apostolischen Feldvikars auch Karl May auf. Er sprach am 21. Februar 1898 vor der Leo-Gesellschaft in Wien in Anwesenheit bedeutender Männer der Wiener Aristokratie und Gesellschaft. Der Schriftsteller Richard Kralik (1852–1934), zu seiner Zeit eine der führenden Gestalten des österreichischen Geisteslebens, hat darüber einen kurzen Bericht hinterlassen:

„Von allen Seiten drängte man ihn, noch einen kleinen Vortrag zu halten, und das tat er denn auch mit größter Wirkung. Er erzählte noch unbekannte Szenen aus dem Leben seines indianischen Freundes Winnetou, dessen Todestag zufällig heute war, er enthüllte erhabene Seelenzüge aus dessen letzten Augenblicken, und so erhob er alle Hörer über die Enge des europäischen Lebens. Als er von der Bühne herabstieg, drängte sich alles herzu, ihm gerührt die Hand zu drücken. Auch in der Presse fand die Rede Widerhall. Mit dem Psalmworte: „Ich hebe meine Augen auf zu den Bergen, von denen meine Hilfe kommt und mein Heil“, verwies er gewissermaßen auf das Ziel seiner literarischen Tätigkeit. Und daran knüpfte er in einer spannenden Improvisation über seinen »Freund« Winnetou dessen interessante Aussprüche über die Aristokratie des Glaubens, der Liebe, der Geduld und Demuth …« May schloß seine Rede mit einem Toast auf die Leo-Gesellschaft: »Begeistert und wahrhaft erhoben stimmte der ganze, dichtgefüllte Saal ein und jubelte dem Redner zu, der noch in die Versammlung rief: „Meine Herrschaften! Thun Sie wie ich: Blicken Sie auf zu den Bergen, von denen Hilfe und Heil kommt! Amen!“ Sofort erhob sich Se. bischöfliche Gnaden, der hochw. Apostolische Feldvicar Dr. Belopotoczky und gab namens des Präsidiums der Leo-Gesellschaft der Verehrung für den liebwerthen Gast Ausdruck, so wirksam, daß Dr. May sich schleunigst in die Reihen der Mitglieder der Leo-Gesellschaft aufnehmen ließ …“

Eng befreundet war Coloman Belopotoczky mit dem bekannten elsässischen Kirchengeschichtler Albert Ehrhard, Rektor der theologischen Fakultät der Universität Wien. Dieser widmete ihm 1901 eines seiner bekanntesten Bücher: Der Katholizismus und das zwanzigste Jahrhundert im Lichte der kirchlichen Entwicklung der Neuzeit, eine Analyse der Kirchengeschichte ab dem Mittelalter, besonders im 18. und 19. Jahrhundert. Das Buch löste in der gesamten Kirche heftige Kontroversen aus und Bischof Belopotoczky, der in der Widmung direkt nach dem Titelblatt erscheint, erlangte dadurch – trotz seines etwas komplizierten Namens – Bekanntheit, weit über die Grenzen der Habsburgermonarchie hinaus.
Das bis heute existierende Deutschmeister-Denkmal am Deutschmeisterplatz in Wien wurde am 29. September 1906 in Anwesenheit von Erzherzog Eugen und Erzherzog Rainer durch Feldvikar Belopotoczky eingeweiht. Am 5. Mai 1910 weihte er in Anwesenheit von Kaiser Franz Joseph I. die Invalidenhauskirche in Wien-Hietzing ein.
Er resignierte von seinem Amt am 1. Juni 1911 und starb 1914 als Großpropst des Kathedralkapitels in Großwardein.
Der Kirchengeschichtler und Buchautor Gerhard Hartmann schreibt über Coloman Belopotoczky: Er hatte ein „besonderes Augenmerk auf die religiöse Erziehung in den Militär-Erziehungs- und Bildungsanstalten. Die von ihm grundgelegte Militärseelsorge wirkt bis heute fort“.